# 아바카비르/돌루테그라비르/라미부딘
아바카비르(Abacavir)/돌루테그라비르(dolutegravir)/라미부딘(lamivudine)(상품명 트리움메큐(Triumeq))는 HIV/AIDS치료를 위해 고정 용량 복합제인 항레트로바이러스 약물이다. 이는 서로 다른 상호 보완적인 작용 기전을 가진 세 가지 약물의 조합이다.: 600mg 아바카비르(Abacavir)(역전사효소 억제제), 50mg 돌루테그라비르(dolutegravir)(인테그레이즈 억제제) 및 300mg 라미부딘(lamivudine)(뉴클리오시드 아날로그 역전사 효소 억제제).
이 치료제는 ViiV Healthcare에 의해 개발되었으며 2014년 유럽연합(EU), 미국에서 사용승인이 되었다.
아바카비르(Abacavir)는 뉴클레오티드 역전사 효소 억제제이다. 구체적으로 아바카비르(Abacavir)는 HIV바이러스 RNA의존성 DNA 중합효소를 방해하여 궁극적으로 HIV복제를 억제하는 구아노신 유사체이다.
돌루테그라비르(dolutegravir)는 인테그레이즈 활성 부위에 결합하여 HIV-1 DNA통합의 가닥 절단 단계를 억제함으로써 HIV복제주기를 억제한다.
라미부딘(lamivudine)은 바이러스 DNA 사슬을 종결하여 HIV역전사를 억제하는 사이토신 유사체이다.

## 연구

### 임상 시험
아바카비르(Abacavir)/ 돌루테그라비르(dolutegravir)/ 라미부딘(lamivudine)의 효능은, 이전에 항레트로 바이러스 치료 경험이 없는 피험자를 대상으로 단일(ING114467), 무작위, 대조시험 및 기타 연구에서 입증이 되었다(티비케이(Tivicay), 돌루타그라비르 참조).
단일 시험에서, 414명의 환자가 매일 1회 티비케이(Tivicay)(돌루타그라비르) + 에프지콤(Epzicom)(아바카비르(Abacavir)/라미부딘(lamivudine))을 투여 받았으며, 419명의 환자가 매일 1회 아트리플라(Atripla)(에파비렌즈(efavirenz)/엠트리시타빈(emtricitabine)/테노포비어(tenofovir))를 투여 받았다. HIV-1 RNA 부하가 50 copies/mL 미만이 되는 정도는, 아트라플라(Atripla)가 환자의 72%인것에 비해, 티비케이(Tivicay)+에프지콤(Epzicom)은 환자의 80%에서 나타났다. 또한, 기준 혈장 바이러스 부하가 <100,000 및 > 100,000 copies/ml인 환자에서, 50 카피 / ml 미만으로 감소한 정도는 아트라플라에 비해 티비케이(Tivicay)+ 에프지콤(Epzicom)이 각각 73%, 72% 대 85%, 71%였다.

### 시판 후 보고
임상 시험에서 보고된 이상반응 외에도 다음과 같은 이상반응이 규모를 알 수 없는 집단에서 자발적으로 보고되었다. 따라서 약물 노출 빈도를 추정하거나 인과 관계를 설정하는 것이 항상 가능한 것은 아니다.
아바카비르(Abacavir) 및/ 또는 라미부딘(lamivudine)
- 소화기 계통: 구내염
- 위장관계: 췌장염
- 일반적: 병약
- 혈액과 림프계: 재생 불량성 빈혈, 빈혈, 림프절비대, 비장 비대
- 과민 반응: 과민반응(아나필락시스 포함), 두드러기
- 대사 및 영양장애: 고 프로락틴 혈증
- 근골격계: 근욱 쇠약, CPK상승, 횡문근융해증
- 신경계: 감각이상, 말초 신경 병증, 발작
- 호흡계: 비정상적인 호흡음/천명
- 피부: 탈모, 다형성 홍반. 의심되는 스티브슨-존슨 증후군(SJS) 및 독성 표피 괴사(TEN)는 주로 각각 SJS 및 TEN과 관련된 것으로 알려진 약물과 함께 아바카비르(Abacavir)를 투여 받은 환자에게서 보고되었다.

## 부작용
환자의 2%미만에서 다음과 같은 부작용이 보고되었다.
- 중추 신경계: 졸음, 무기력, 악몽, 수면 장애, 자살 생각
- 피부: 가려움증
- 내분비 및 대사: 고 중성지방혈증
- 위장: 복부 팽창, 복통, 식욕 부진, 배탈, 헛배부름, 위식도역류질환, 상복부 통증, 구토
- 간: 간염
- 신경근 및 골격: 관절통, 근육 염증
- 신장 :만성 신장 질환
- 기타: 발열

추가 정보는 개별 약물 및 기타 병용 제품을 참조

### 임신
아바카비르(Abacavir)/돌루테그라비르(dolutegravir)/라미부딘(lamivudine)은 임부에 대한 적절하고 통제된 시험이 없었기 때문에 임신 카테고리C이다. 그러나 트리움메큐(Triumeq)의 구성 요소에 대한 생식 연구는 동물에서 수행되었다. 트리움메큐(Triumeq)는 잠재적인 이점이 위험을 능가하는 경우에만 임신중에 사용해야 한다. 트리움메큐(Triumeq)를 포함하여 항 레트로 바이러스제를 사용한 임부의 산모-태아 결과를 모니터링 하기 위해 항 레트로 바이러스 임신 레지스트리가 설립되었다.

### 모유 수유
질병 통제 예상 센터(CDC)는 HIV에 감염된 산모가 산후 HIV감염을 피하기 위해 아기에게 모유 수유를 하지 말 것을 권장한다. 이 권장 사항은 수유 중인 여양에게 심각한 부작용이 발생 할 가능성과 연관된다. 돌루테그라비르(dolutegravir)와 아바카비르(Abacavir)는 수유중인 쥐의 젖으로 배설되는 것으로 나타났다. 라미부딘(lamivudine)은 모유로 배설되는 것으로 나타났다.

## 역사

### 승인
특허는 2006년 4월 28일에 출원되었고 2027년 10월 5일에 만료된다. 2014년 미국과 유럽연합(EU)에서 사용하도록 승인 되었다.

### 주요 라벨 변경
2015년 8월, 식품의약국(FDA)은 약물-약물 정보와 관련하여 티비케이 및 트리움메큐(Triumeq)의 라벨 업테이트에 관한 단신을 고시하였다.
약물 상호작용은, 시험관 내에서 톨루테그라비르가 OATP1B1 또는 OATP1B3의 기질이 아니라는 진술을 포함하도록 업데이트되었다. 또한, 카르바마제핀과 메트포민과 약물 상호작용에 대한 정보도 있다.
추가적으로, 임상 시험에서 관찰된 덜 흔한 부작용이 티비케이(Tivicay) 라벨과 일치하도록 하기 위해, 자살 생각, 시도, 행동 또는 완료를 포함하도록 업데이트되었다.
2015년 9월 FDA는 HLA-B*507 대립유전자와 관련하여 아바카비르(Abacavir) 함유 제품에서 과민 반응, 젖산혈증 및 중증 간 비대에 대한 박스형 경고를 추가했다.
박스형 경고 (2015/9)
- 과민 반응
- 지방증을 동반한 젖산 혈증 및 중증 간 비대
- B형 간염 악화

용법용량과 투약
- 특정 병용 약물에 대한 권장 복용량(2015년 8월)
- 용량 조절 부족으로 권장하지 않음(2015년 9월)

금기사항(2015년 9월)
경고 및 예방 조치, 과민방은(2015년 9월)

## 사회와 문화

### 활용도
ViiV Healthcare는 글락소스미스클라인과 화이자가 2009년에 설립한 대기업 독립 제약 회사로 HIV관리 및 치료에만 중점을 둔다. 2012년 Shionogi는 새로운 인테그레이즈 억제제를 공동으로 개발하기 위해 장기적인 협력으로 회사에 합류하였다.
2014년 Viiv Healthcare의 현재 12개 HIV약물의 매출은 약 23억 달러였다. 글락소스미스클라인의 매출은 티비케이(Tivicay) 및 트리움메큐(Triumeq)의 출시 이후 2014년에 15% 성장했다.(누적 매출액 5 억 5 천만 달러)

### 다른 의약품
HIV 치료를 위해 ViiV Healthcare에서 특허를받은 다른 의약품은 다음과 같다
- Tivicay (dolutegravir)
- Selzentry/Celsentri (maraviroc)
- Epzicom/Kivexa (abacavir/lamivudine)
- Ziagen (abacavir)
- Trizivir (abacavir/lamivudine/zidovudine)
- Combivir (lamivudine/zidovudine)
- Epivir/3TC (lamivudine)
- Retrovir/AZT (zidovudine)
- Lexiva/Telzir (fosamprenavir)
- Viracept (nelfinavir)
- Rescriptor (delavirdine mesylate)

### 비용
아바카비르(Abacavir)/돌루테그라비르(dolutegravir)/라미부딘(lamivudine)의 연간 공급량은 약 US $ 33,000이다. 이렇게 높은 이유는 특허를 받았기 때문에 제네릭으로 사용할 수 없기 때문이다.
2015년 7월 ViiV Healthcare는 상하이에 본사를 둔  Desano Pharmaceuticals는 중국 및 기타 개발 도상국에서의 비용을 낮추기 위해 돌루테그라비르(dolutegravir)(티비케이(Tivicay))를 더 저렴하게 공급하는 계약을 체결했다. 티비케이(Tivicay)는 2014년에 승인된 이후 미국에서 연간 $ 14,000 소매 비용이 발생했다.

## 참조
- 아바카비르(Abacavir)
- 돌루테그라비르(dolutegravir)
- 라미부딘(lamivudine)